# Falskt jättenattljus
Falskt jättenattljus (Oenothera fallax) är en dunörtsväxtart som beskrevs av Otto Renner. Falskt jättenattljus ingår i släktet nattljussläktet, och familjen dunörtsväxter. Inga underarter finns listade i Catalogue of Life.